# 施瓦茨萬德山
47°41′06″N 11°37′37″E / 47.68503°N 11.62681°E

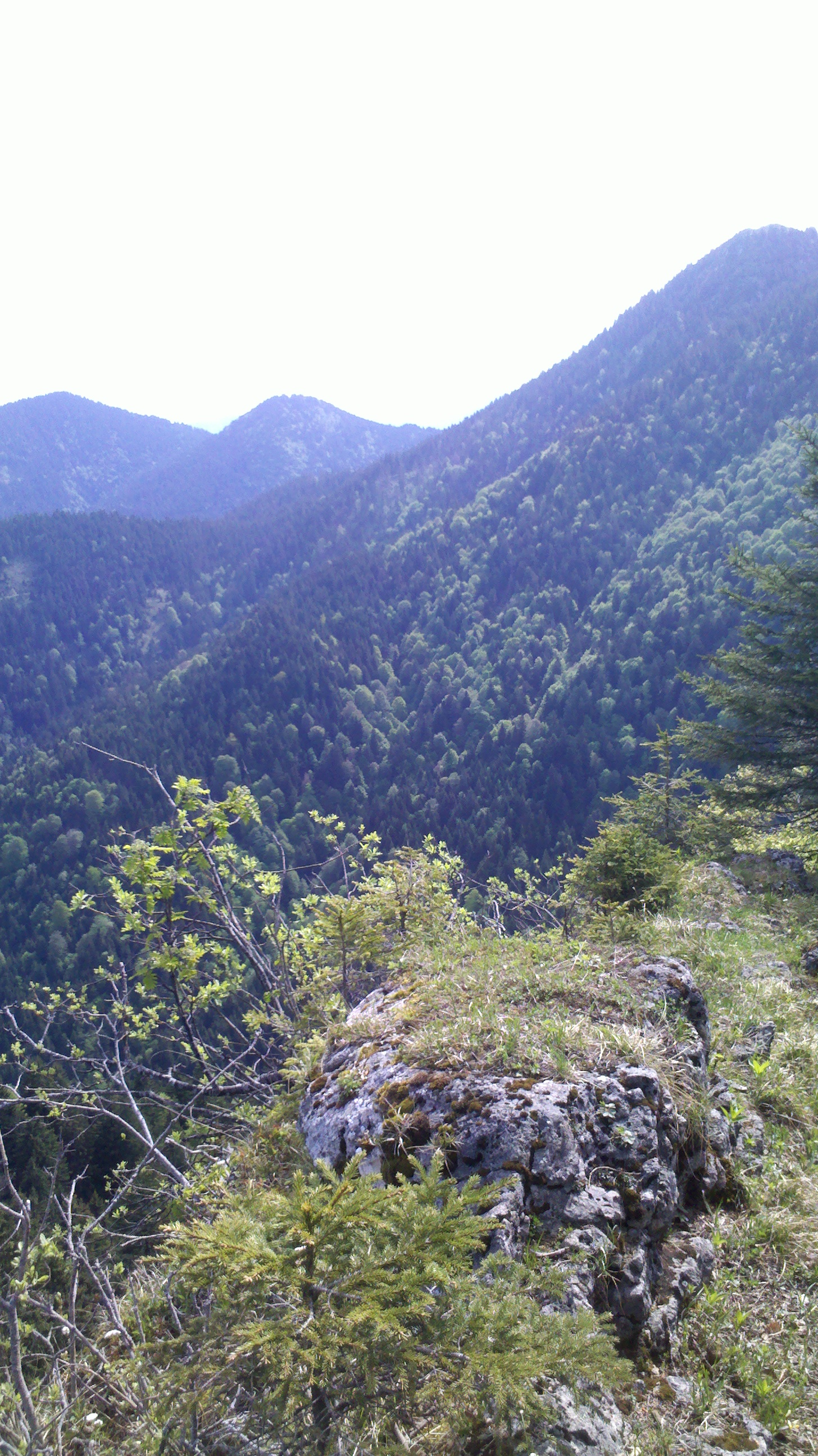

施瓦茨萬德山（德語：Schwarzwand），是德國的山峰，位於該國東南部，由巴伐利亞負責管轄，屬於巴伐利亞前阿爾卑斯山脈的一部分，距離蓋爾施泰因山0.4公里，海拔高度1,364米，每年平均降雨量2,511毫米。